# Antônio Carlos Magalhães
Antônio Carlos Peixoto de Magalhães (Salvador de Bahía, 4 de septiembre de 1927 — São Paulo, 20 de julio de 2007), conocido por sus iniciales ACM, fue un político brasileño, gobernador de Bahía durante tres periodos y senador del mismo estado.
Su historia política lo asocia permanentemente con los militares y con las organizaciones partidarias ultraconservadoras. 

## Perfil político
Perteneció a la derecha brasileña. Fue fundador del Partido del Frente Liberal (posteriormente llamado Demócratas (DEM)). Su actuación política proviene de la época de la dictadura militar implantada en Brasil en 1964, luego del derrocamiento de João Goulart. 
Era considerado un duro, un "coronel". El sobrenombre no se le atribuía porque fuera efectivamente militar. En el tiempo del imperio portugués, los estados tenían una guardia civil que estaba a cargo del hombre más rico de la región. El título dado por el imperio era de coronel -algo así como un señor feudal-. Con la llegada de la república (después de 1880), el cargo fue dejado de lado y los entonces "coroneles" perdieron el poder militar pero conservaron el poder político. 
Era famoso por el gusto que le tenía a la pelea política. "Yo no soy terco. Terco es quien es terco conmigo", era una de sus frases. 
Tenía dos apodos. "Toninho Ternura", que él inventó, que se manifestaba en los miles de bautismos que auspiciaba como padrino o cuando caminaba por las calles de Bahía distribuyendo besos. Y "Toninho Malvadeza" (maldad), que surgía cuando alguien lo criticaba o desafiaba. Sus adversarios de izquierda le atribuían otro apodo: "El Pinochet de Bahía". 
Magalhães fue titular del Senado y, por lo tanto, presidente del Congreso brasileño, durante buena parte de la gestión del expresidente Fernando Henrique Cardoso, con quien se asoció políticamente. No fue amado ni siquiera en el propio partido que supo fundar; sí en cambio era temido. Dispuesto a toda costa a dejar su herencia política, pensó en su hijo Luis Eduardo Magalhães como su continuador. Pero este político murió en 1998.
A partir de allí, el viejo "coronel" del nordeste brasileño, se derrumbó. No obstante trató de encumbrar como jefe político de la familia y del país a su nieto ACM Neto, hijo de ACM Júnior. 
Sin embargo, lo que lo hizo trascender, más allá de su perfil cuestionable, fue que logró impulsar el desarrollo de Bahía, al que convirtió en el estado económicamente más poderoso del Nordeste. Su perfil "desarrollista" -construyó rutas, incentivó el turismo, atrajo cadenas hoteleras- es aún muy valorizado en las clases bajas de Bahía.
Su muerte se produjo a causa de problemas cardíacos, en el ocaso de su poder, después de haber atravesado el último medio siglo de historia brasileña como aliado de dictaduras y de todos los gobiernos democráticos desde la década de 1980. 

## Datos biográficos
- 4 de septiembre de 1927: nace en Salvador de Bahía, Brasil.
- Estudió medicina en la Universidad Federal de Bahía.
- 1954: elegido diputado federal.
- 1958: elegido diputado federal.
- 1962: elegido diputado federal.
- 1966: elegido diputado federal.
- 1967: pasa a integrar los cuadros principales de la Alianza Renovadora Nacional (ARENA), partido creado por una necesidad de los militares en el poder. Bajo esa sigla consiguió ese año su primer puesto ejecutivo: fue elegido intendente de Salvador de Bahía.
- 1970: electo gobernador del Estado de Bahía.
- 1975: designado por el presidente de la República Ernesto Geisel para la presidencia de Eletrobrás (Centrais Elétricas Brasileiras S.A).
- 1978: nuevamente electo gobernador de Bahía (Brasil) por medio de un colegio electoral. Gobernó hasta 1983.
- 1985: nombrado por el presidente José Sarney para el cargo de Ministro de Comunicaciones. Permanece en el cargo hasta marzo de 1990, cuando lo deja para disputar las elecciones directas para gobernador del Estado de Bahía, momento en que es triunfador.
- 1986: tuvo un papel importante en el restablecimiento de relaciones diplomáticas entre Brasil y Cuba cuando, como ministro de Comunicaciones, fue el primer contacto con el presidente Fidel Castro.
- 1986: Su hija, Ana Lucia, se suicidó con un disparo en la cabeza.
- 1990: electo gobernador del Estado de Bahía.
- 1994: electo senador de la República.
- 1997: hasta 2001 es presidente del Senado.
- 1998: Su hijo Luiz Eduardo, que era visto como un futuro presidenciable, muere de un infarto.
- 30 de junio de 2001: durante las investigaciones sobre la violación del panel electrónico del Senado, renuncia al mandato.
- 2002: Nuevamente electo Senador.
- 2003: Amagó un intento de aproximación con Luiz Inácio Lula da Silva cuando éste se perfilaba vencedor, pero fue vetado por el Partido de los Trabajadores (PT). Después de ser rechazado, se convirtió en un opositor furioso desde su fuerza política, el Partido del Frente Liberal. "Tenemos que mostrarle a Brasil el verdadero Lula, el Lula ladrón. Él es doctor en robo y en cinismo. El Palacio del Planalto necesita ser higienizado".
- 2006: Lula le devuelve el embate cuando su candidato, Jacques Wagner, del PT, venció por primera vez en muchos años el "carlismo" en Bahía. Por eso el oficialismo se atribuye haber barrido con los "coronelismos" en Brasil -aunque en la mayoría de los estados los aliados de Lula terminaron teniendo una reputación equivalente-. "El carlismo es una leyenda que no se apaga", avisó, sobre la tendencia política que creó.
- 20 de julio de 2007: muere en São Paulo, en horas de la mañana, a los 79 años de edad, un mes después de su internación en un hospital de São Paulo.

- Datos: Q571064
- Multimedia: Antônio Carlos Magalhães / Q571064